# Mazara del Vallo
Mazara del Vallo település Olaszországban, Trapani megyében. Lakosainak száma 50 039 fő (2023. január 1.). A város a Mazara del Valló-i egyházmegye püspöki székvárosa.

## Fekvése
Palermótól délnyugatra fekvő település. Mazara del Vallo Castelvetrano, Marsala, Salemi, Campobello di Mazara és Petrosino községekkel határos.
A sziget legforgalmasabb halászkikötője, amely az észak-afrikai városokkal folytatott kereskedelem egyik központja, kikötőjében horgonyozó tunéziai hajók sokaságával. A városban domináns az arab konyha, számtalan vendéglőjében az afrikai ízekkel lehet találkozni, mint például a kuszkusz, vagy a fűszeres bárány.

## Története
A Kr. e. 9. században alapították a föníciaiak Mazar néven, ami sírkövet jelent. A város területén görög, római, vandál, keleti gót és bizánci megszállás következett, majd Kr. u 827-ben az arabok hódították meg a települést. Az arab megszállás alatt Szicília három közigazgatási egységre, vilajetre volt felosztva: Val di Noto, Val Demone és Val di Mazara. Ennek következtében Mazara del Vallo fontos kereskedelmi-, kikötővárossá és oktatási központtá vált. Olyan erős hatással volt a településre az arab hódoltság, hogy a központjára az arab építészeti stílus volt a legnagyobb befolyással, amely a mai napig fellelhető a Kasbah nevű városközpontban.
1072-ben a települést a normannok hódították meg, I. Roger vezetésével. Az ő uralma alatt, 1093-ban jött létre a Mazara del Valló-i egyházmegye.
II. Frigyes német-római császár halála után a sziget a Capeting-Anjou-ház, utánuk pedig az Aragóniaiak uralma alá került. Az aragóniaiak alatt (1282–1410) Mazara politikai, gazdasági és demográfiai hanyatlása következett. 1713-ban a város a Savoyai-ház, majd öt év után a Habsburgok uralma alá került, akik 16 éven át uralkodtak, őket a Bourbonok követték. A várost 1860-ban szállta meg Giuseppe Garibaldi és a vörösingesei, így a város az egységes Olasz Királyság részéve vált.

## Nevezetességek

### Vallási építészet
- Legszentebb Megváltó székesegyháza, a 11. században épült, majd a 17. században barokk homlokzatot kapott. Főkapuja alatt egy 16. századi lovasszobor látható. A szentély kincse az 1537-ből való Antonello Gagini formázta Krisztus-szoborcsoport.
- Az 1124-ben épült Szent Miklós-templom és a 11. századi Madonna-templom az arab-normann építészeti stílust követik.
- Szent Mihály-templom
- Szent Katalin-templom
- Szent Ferenc-templom, szicíliai barokk stílusban épült.
- Szent Ignác-templom, a Jezsuita Kollégium található benne.
- Boldog Mária-temploma, a karmelita rendhez tartozik.

### Városi építészet
- Püspöki palota, a 16. században épült, a Mazara del Valló-i egyházmegye központja.
- Szemináriumi palota, a város papneveldéje.

## Közlekedés
A város az A29-es autópályán érhető el Palermóból. Magán busztársaságok járatai rendszeresen közlekednek a városból Trapaniba és Palermóba. A Trapani nemzetközi repülőtér transzfer busszal érhető el. Mazara del Vallóból Szicília minden részére megy regionális vasút, amit a Trenitalia üzemeltet.

## Galéria

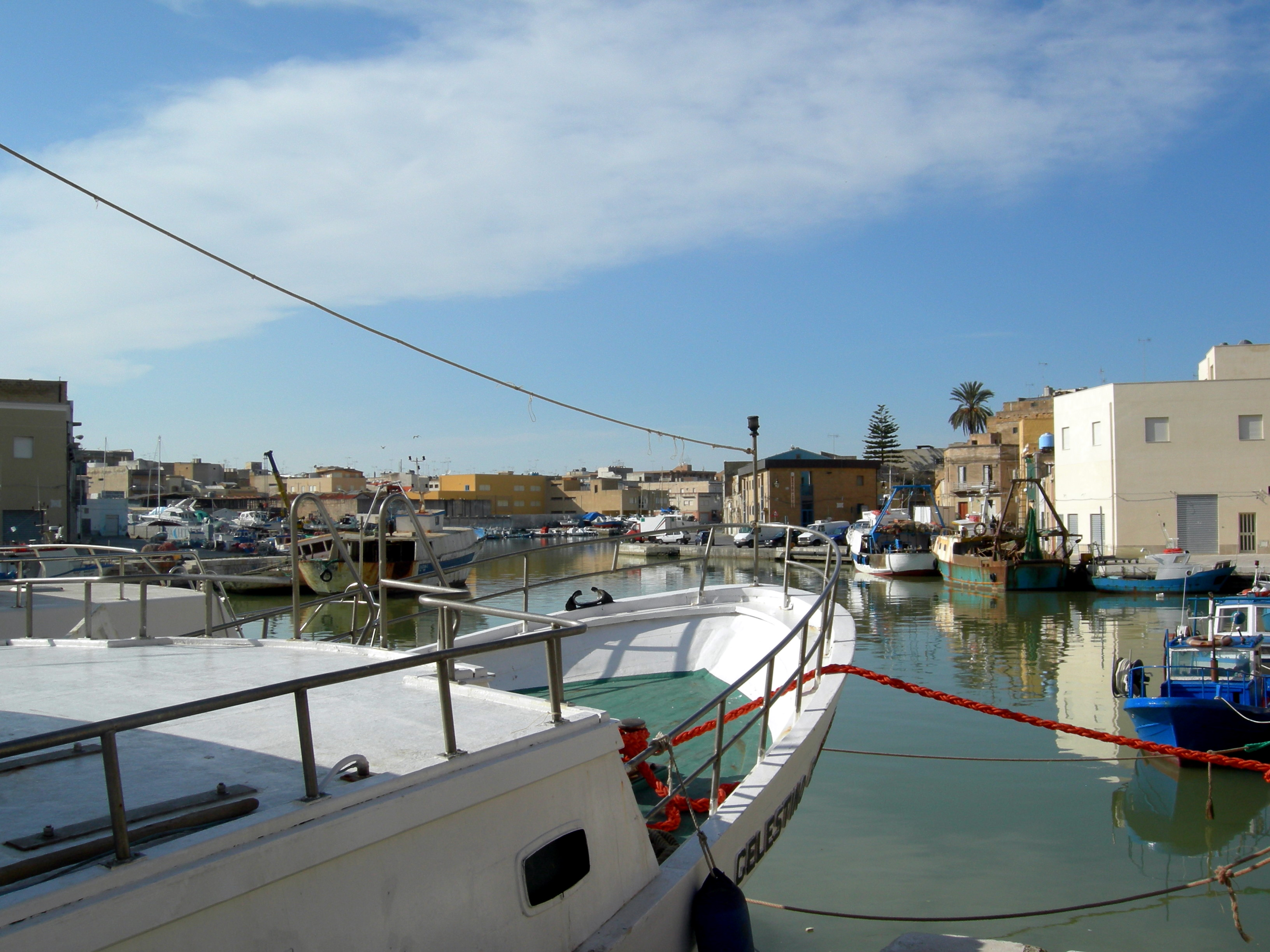
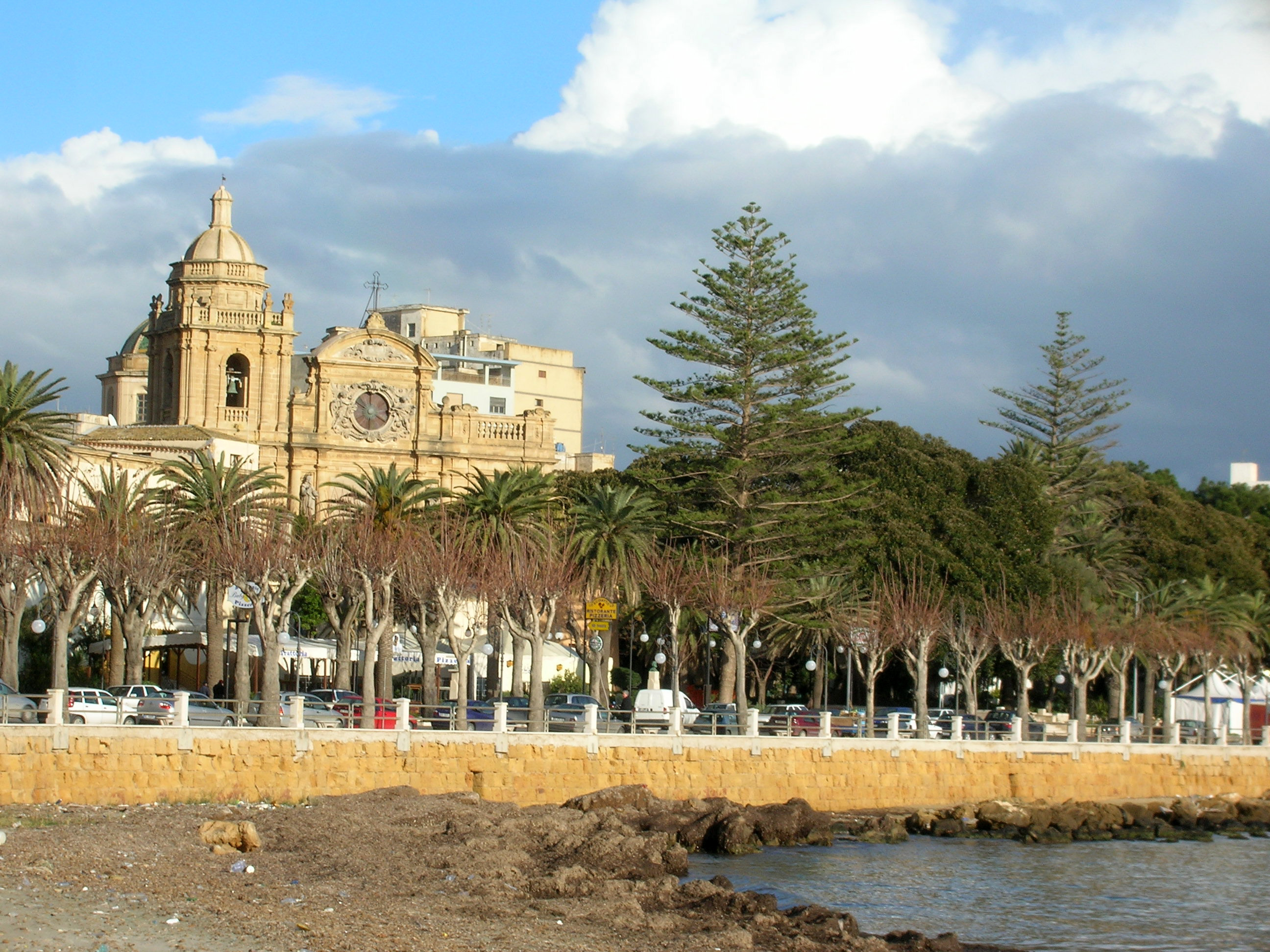
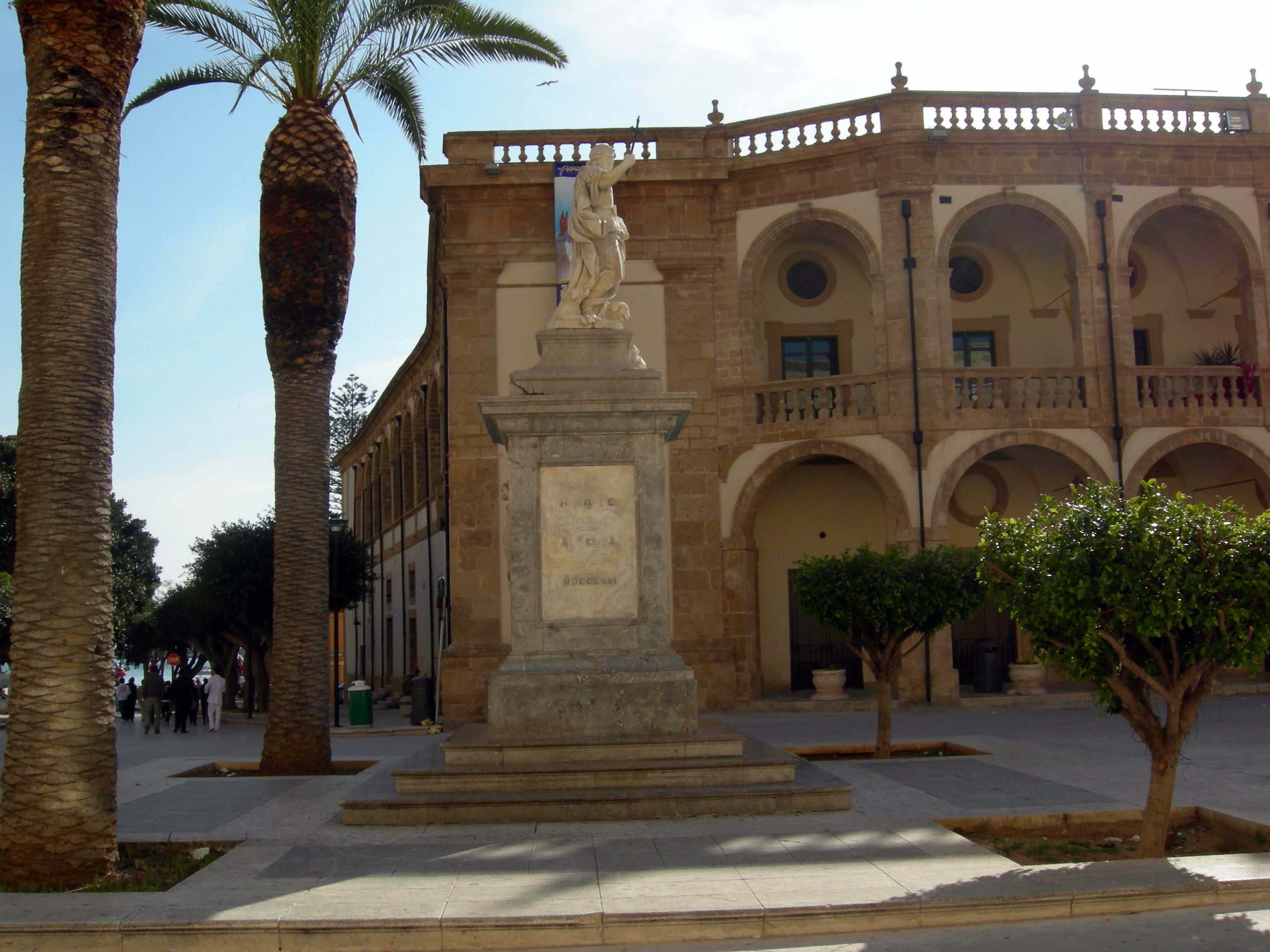
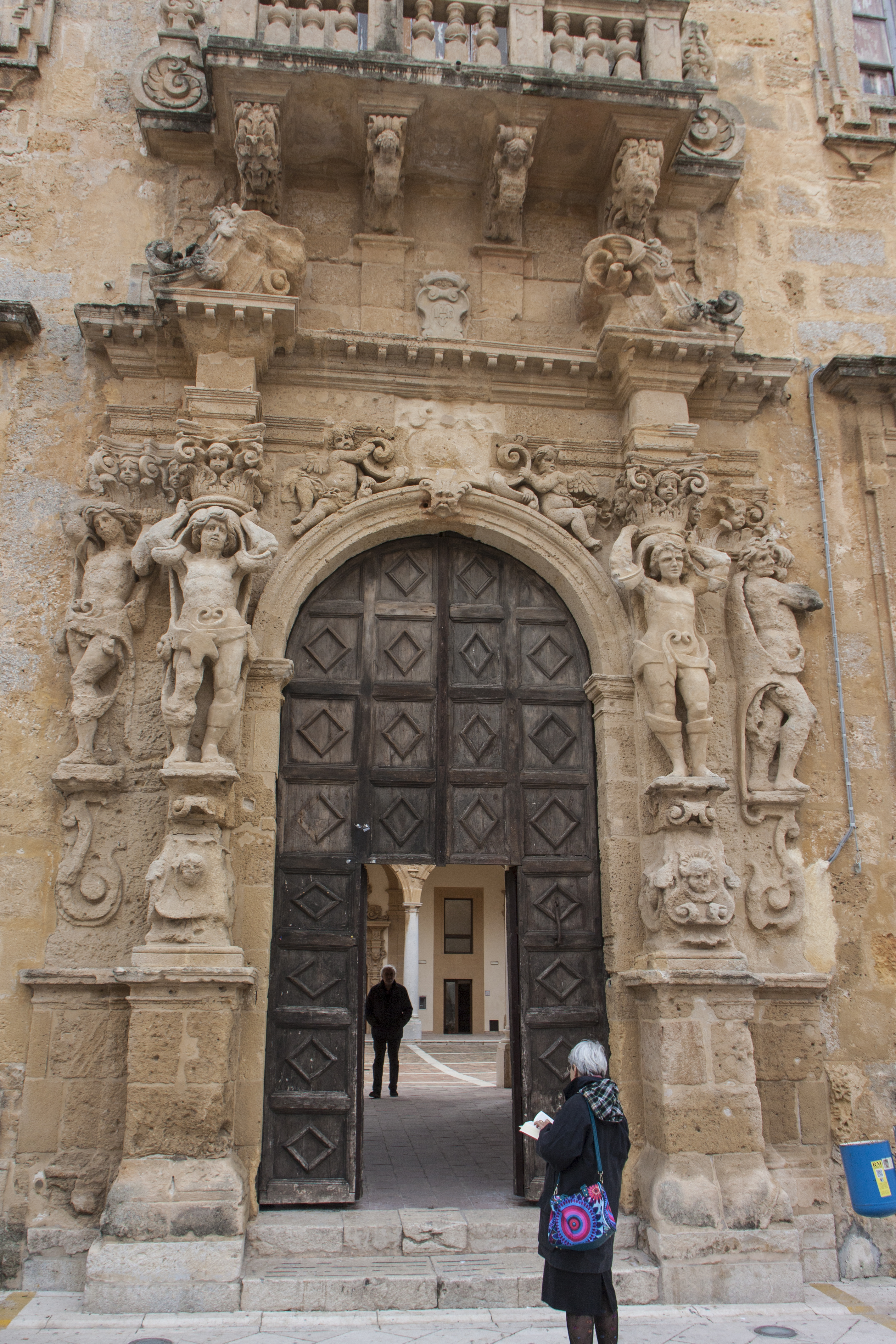
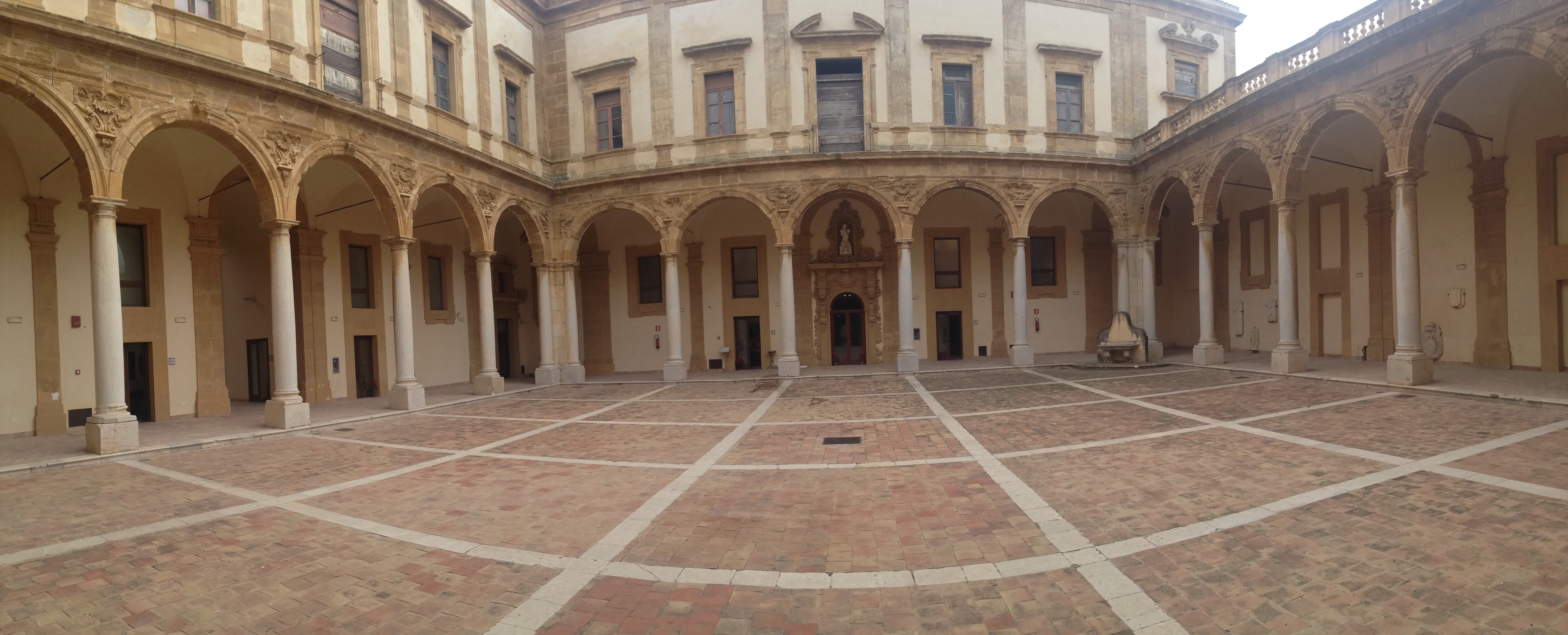
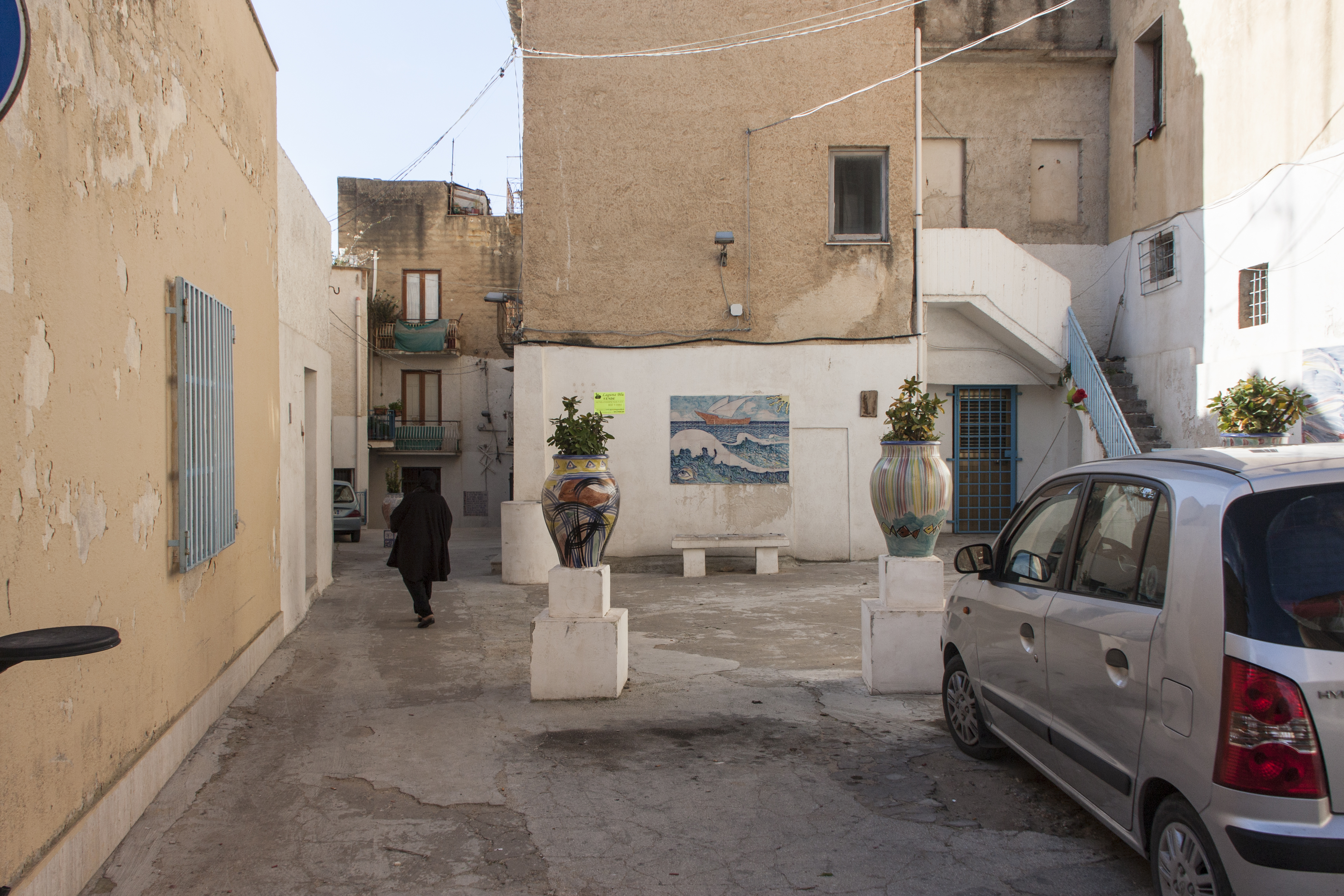
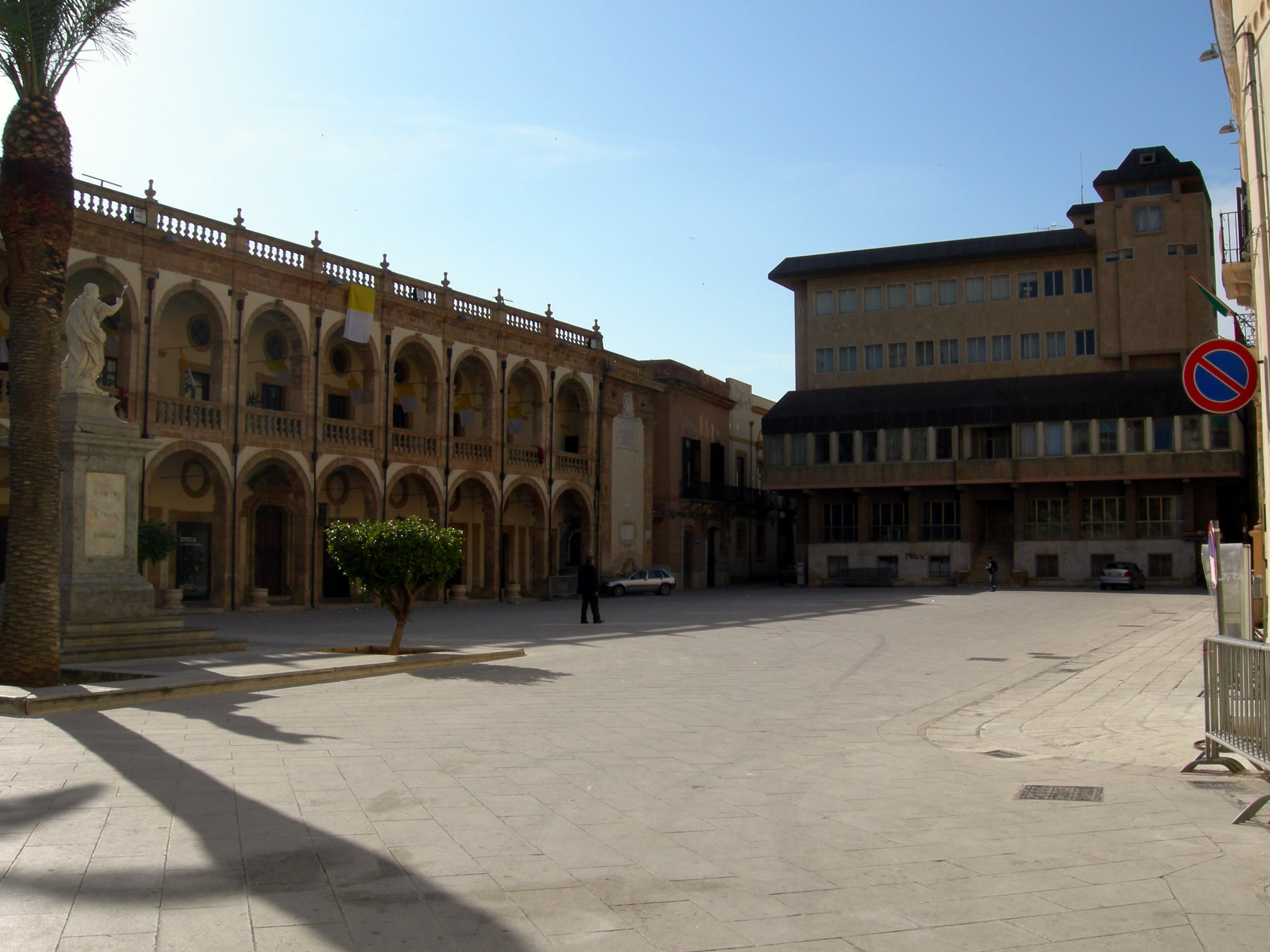
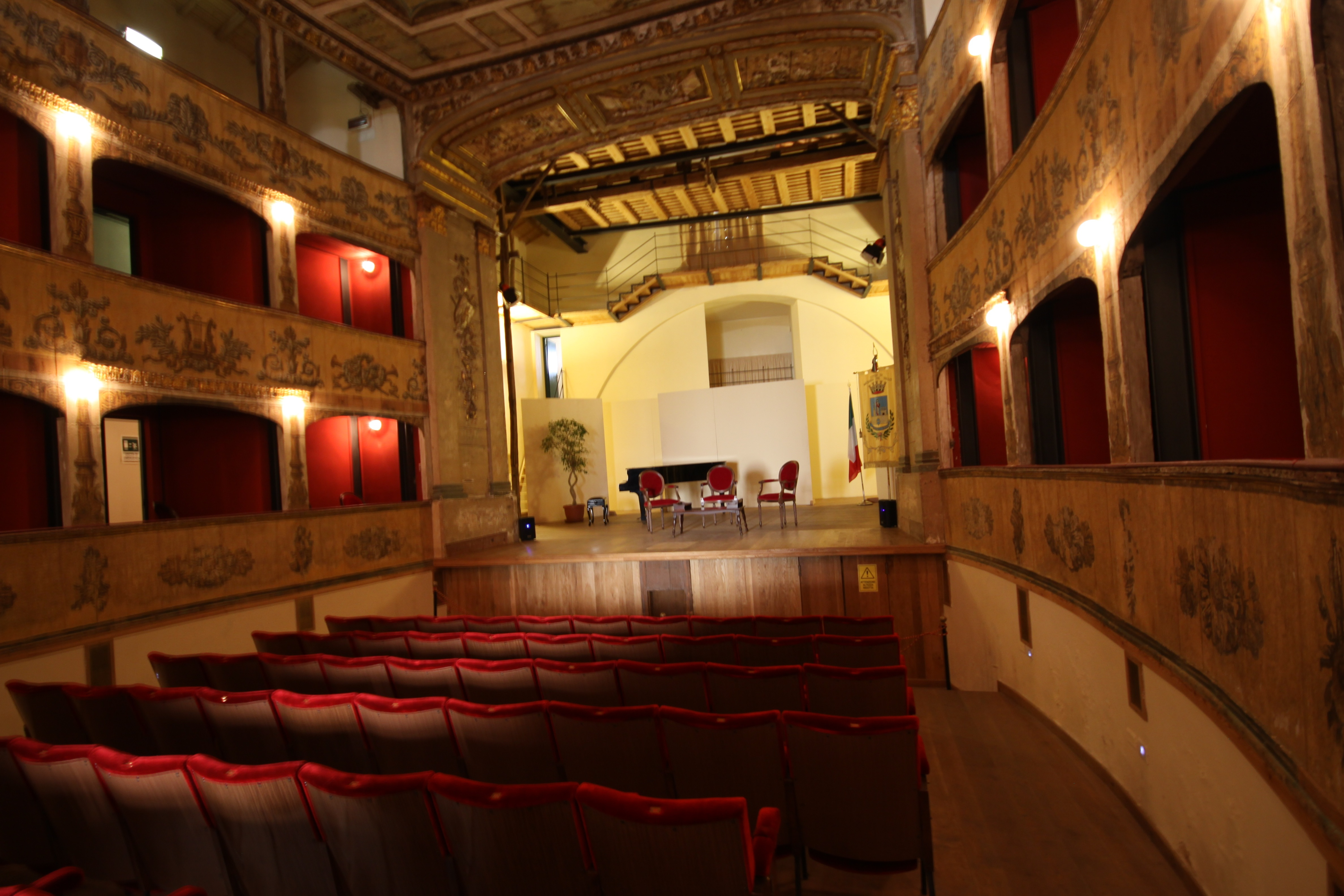
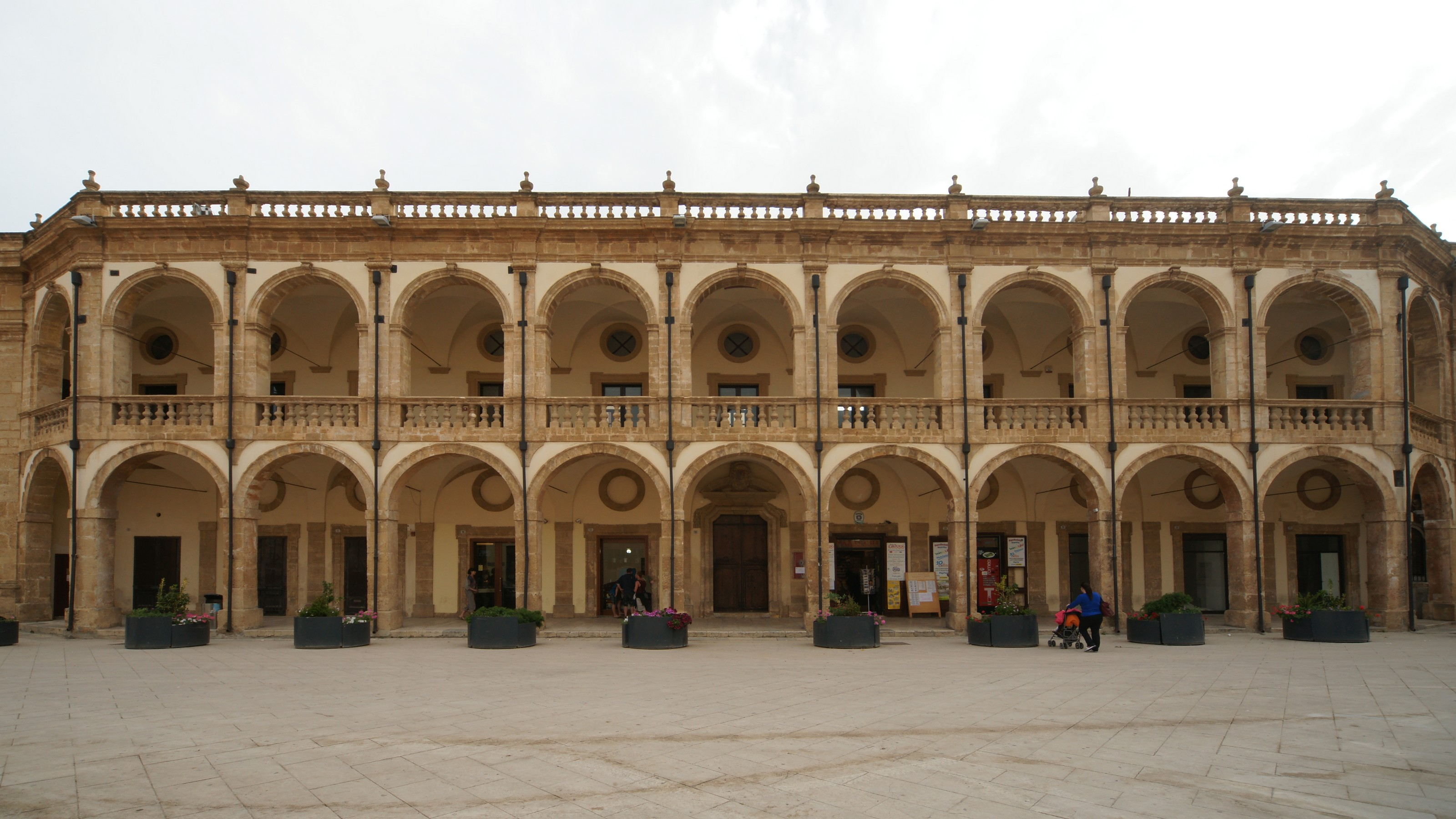
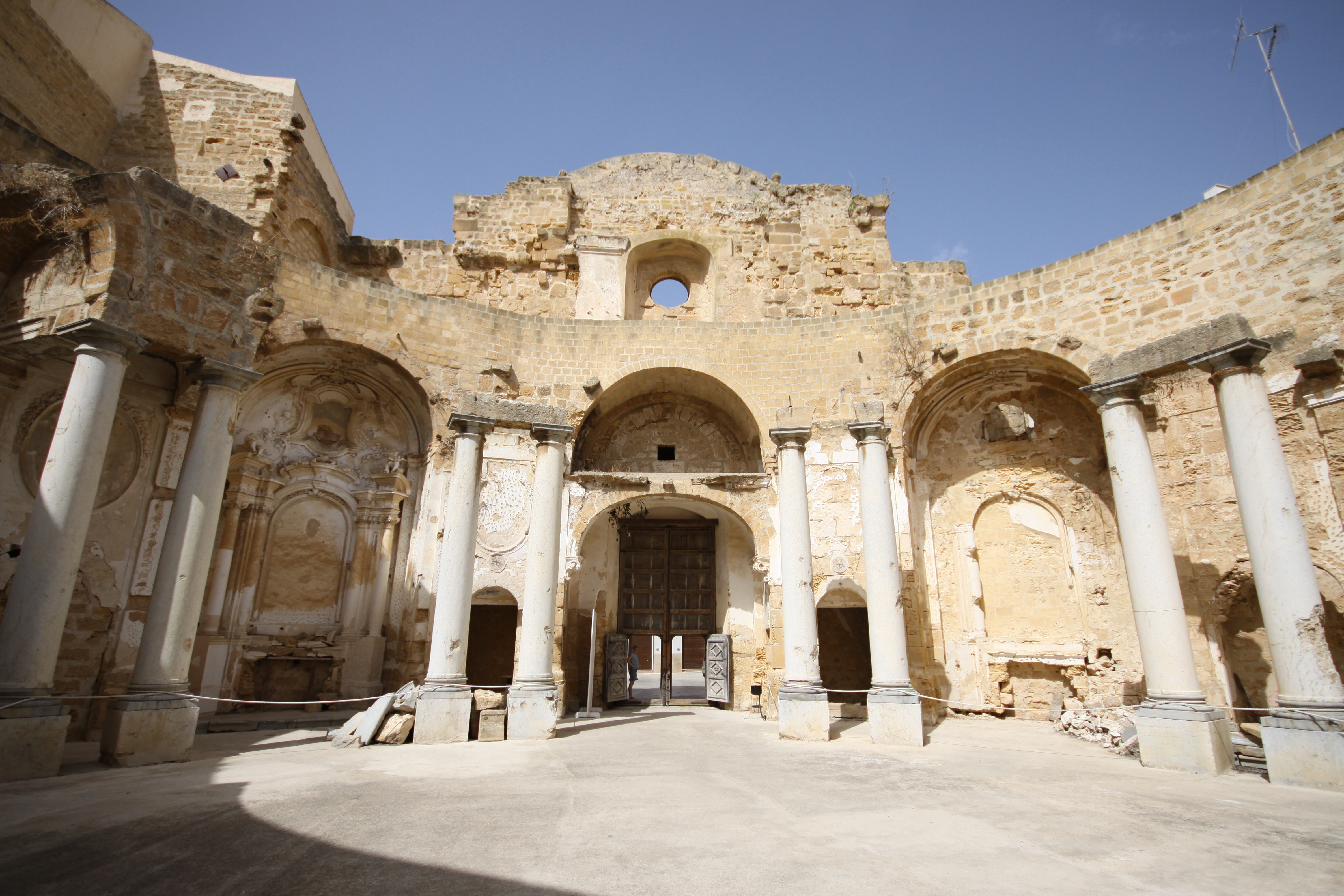
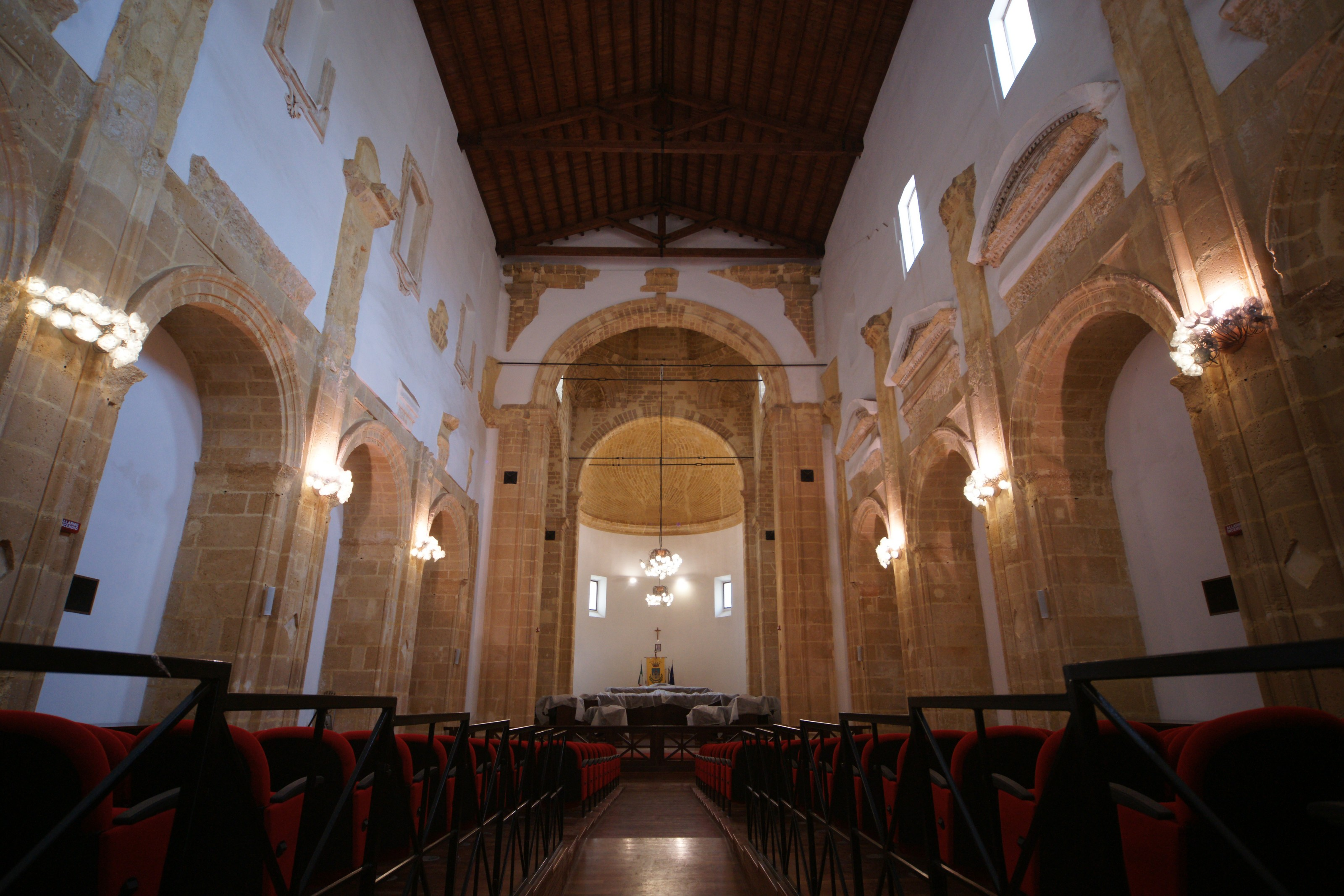
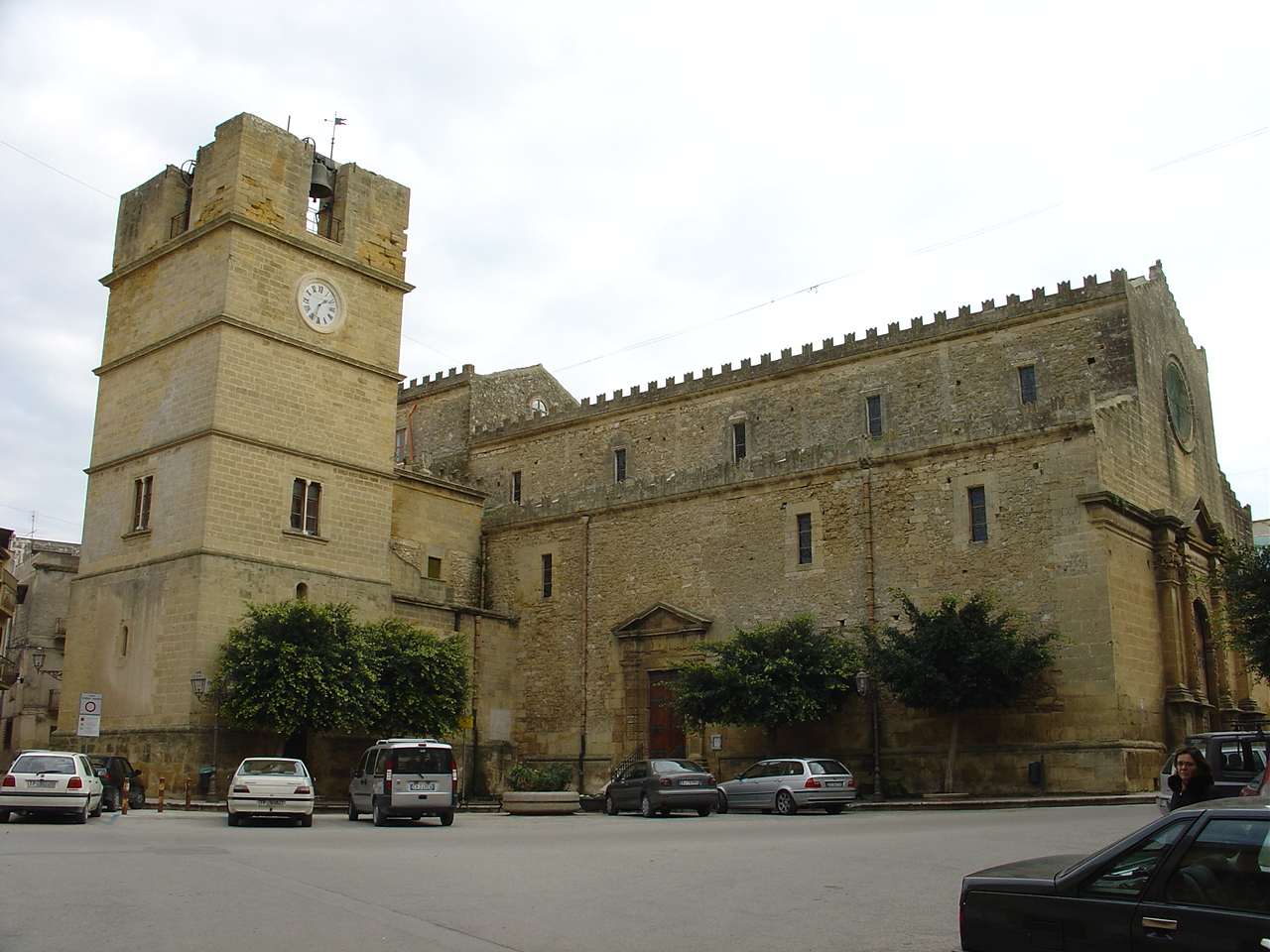
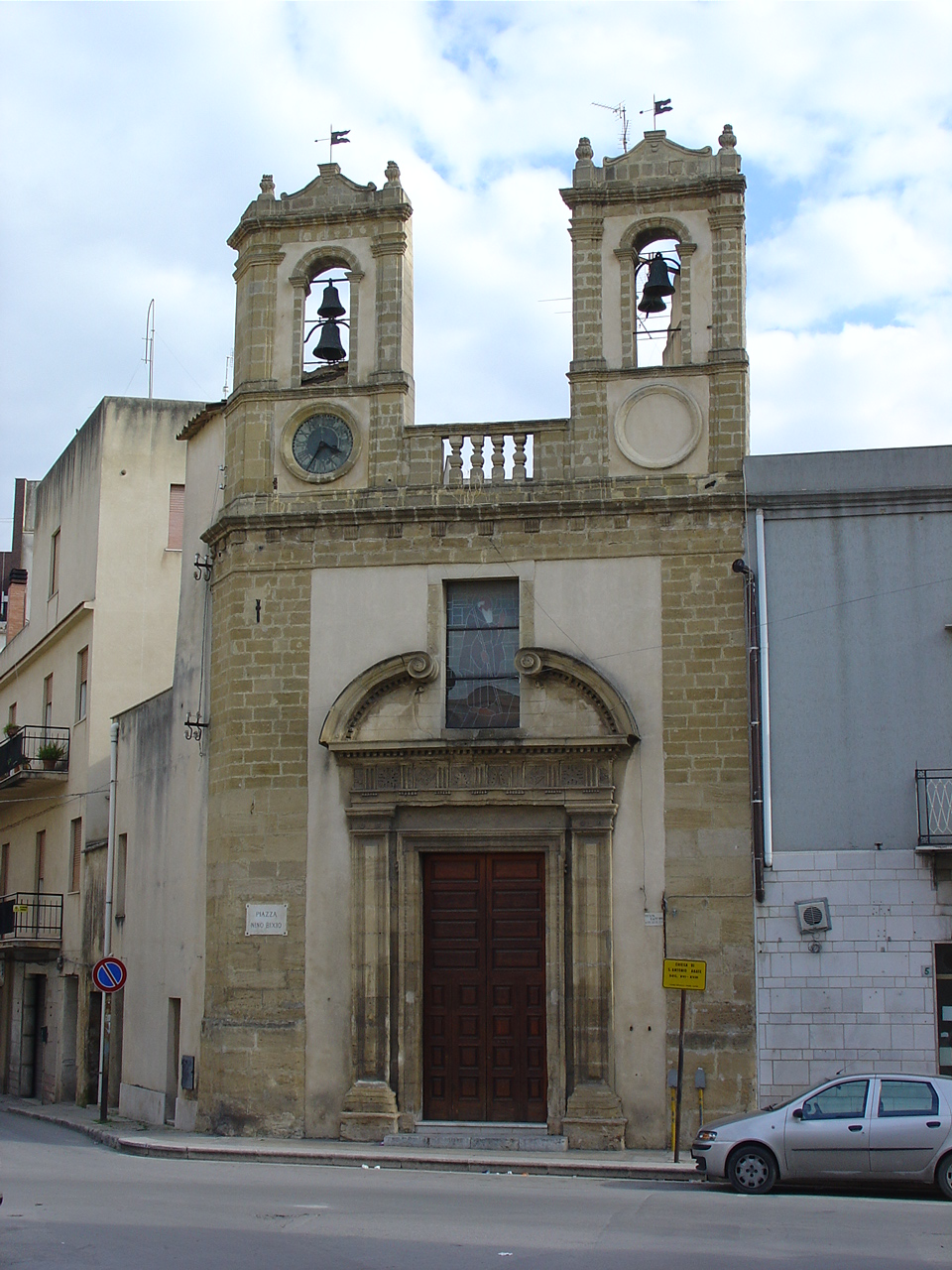
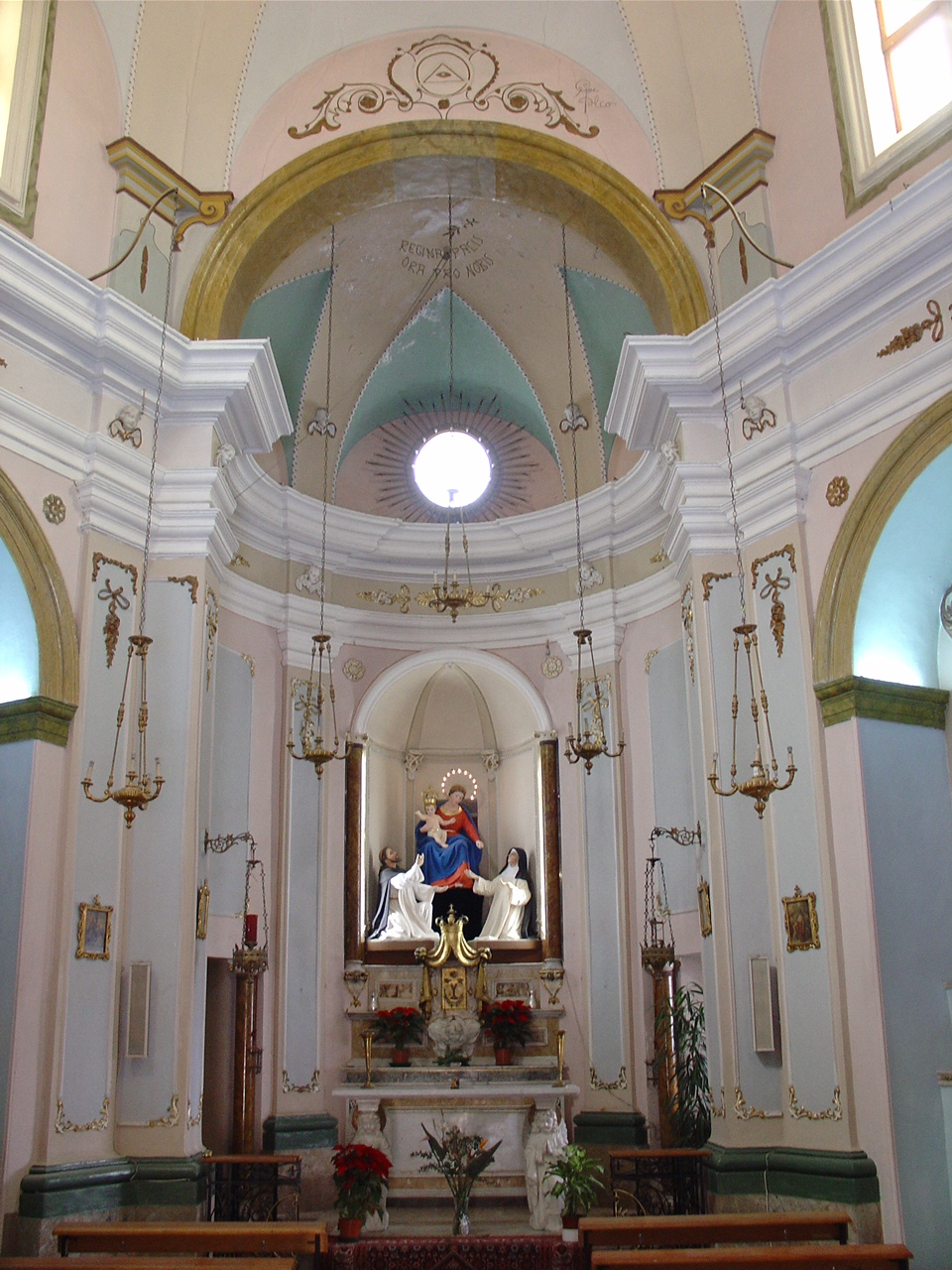
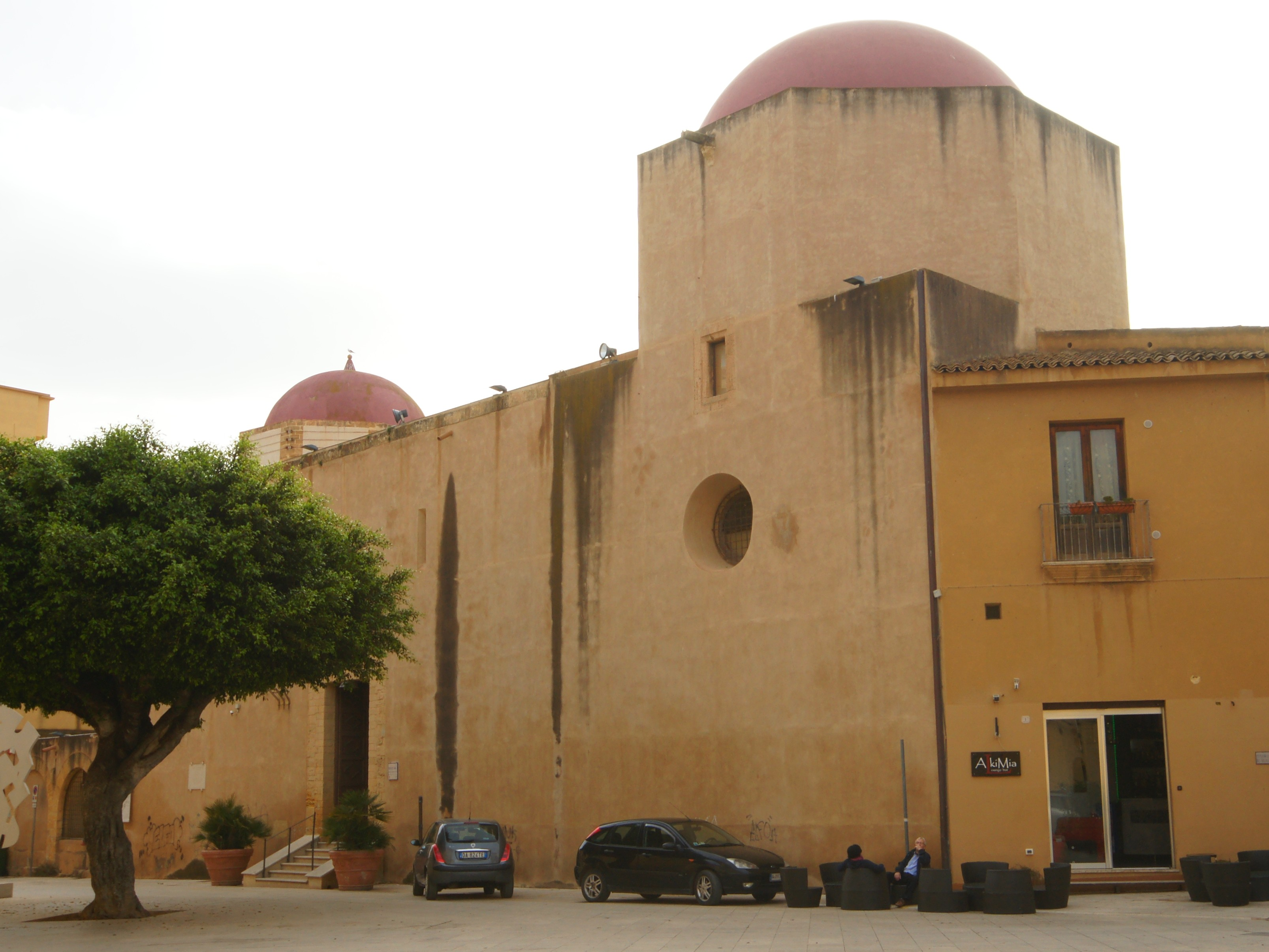
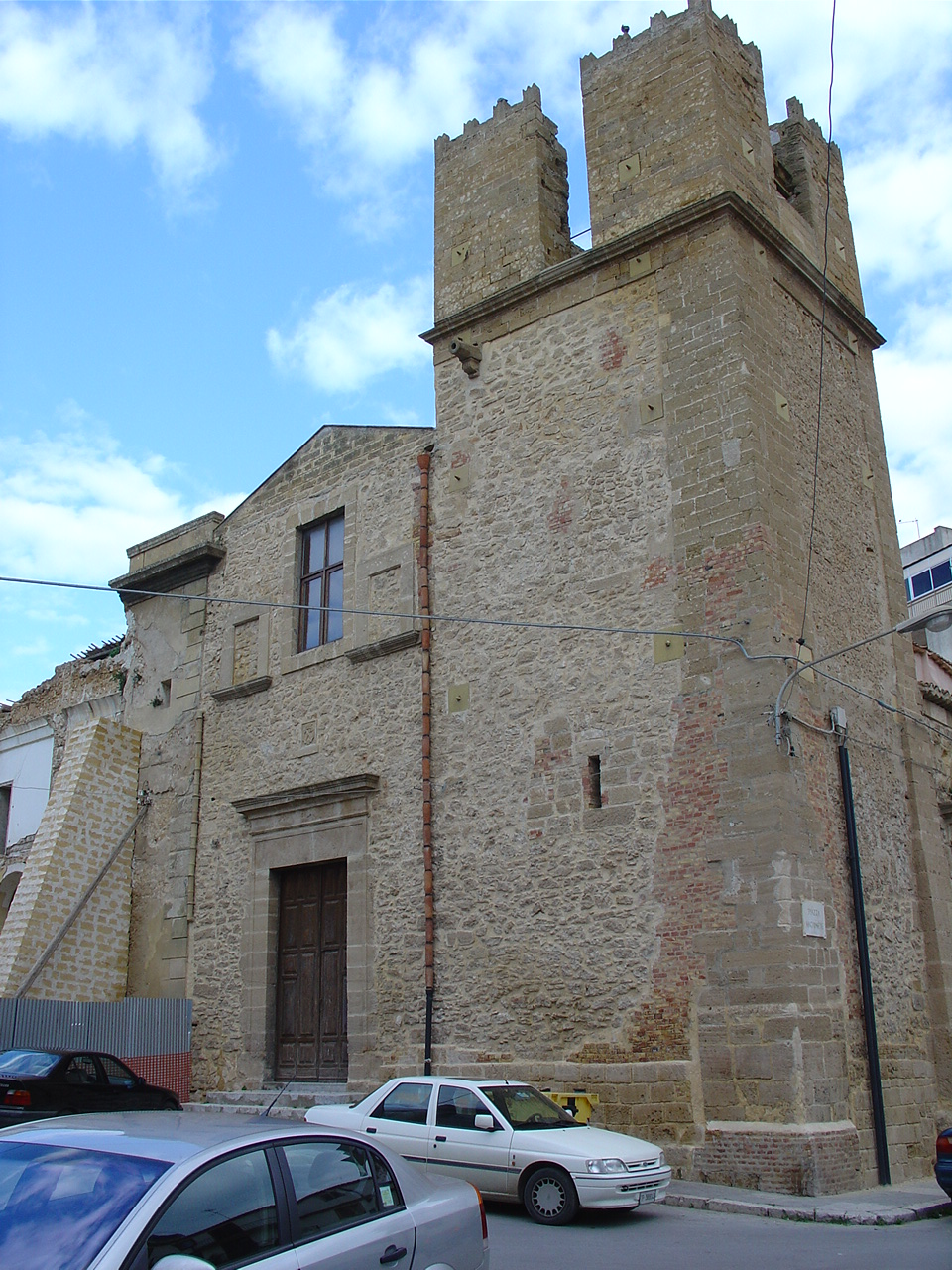

## Népesség
A település népességének változása:
| Lakosok száma | 51 600 | 51 488 | 50 039 |
|               | 2016   | 2018   | 2023   |

## Fordítás
Ez a szócikk részben vagy egészben  a   Mazara del Vallo című angol Wikipédia-szócikk fordításán alapul.  Az eredeti cikk szerkesztőit annak laptörténete sorolja fel. Ez a jelzés csupán a megfogalmazás eredetét és a szerzői jogokat jelzi, nem szolgál a cikkben szereplő információk forrásmegjelöléseként.